# Hadım-İbrahim-Pascha-Moschee

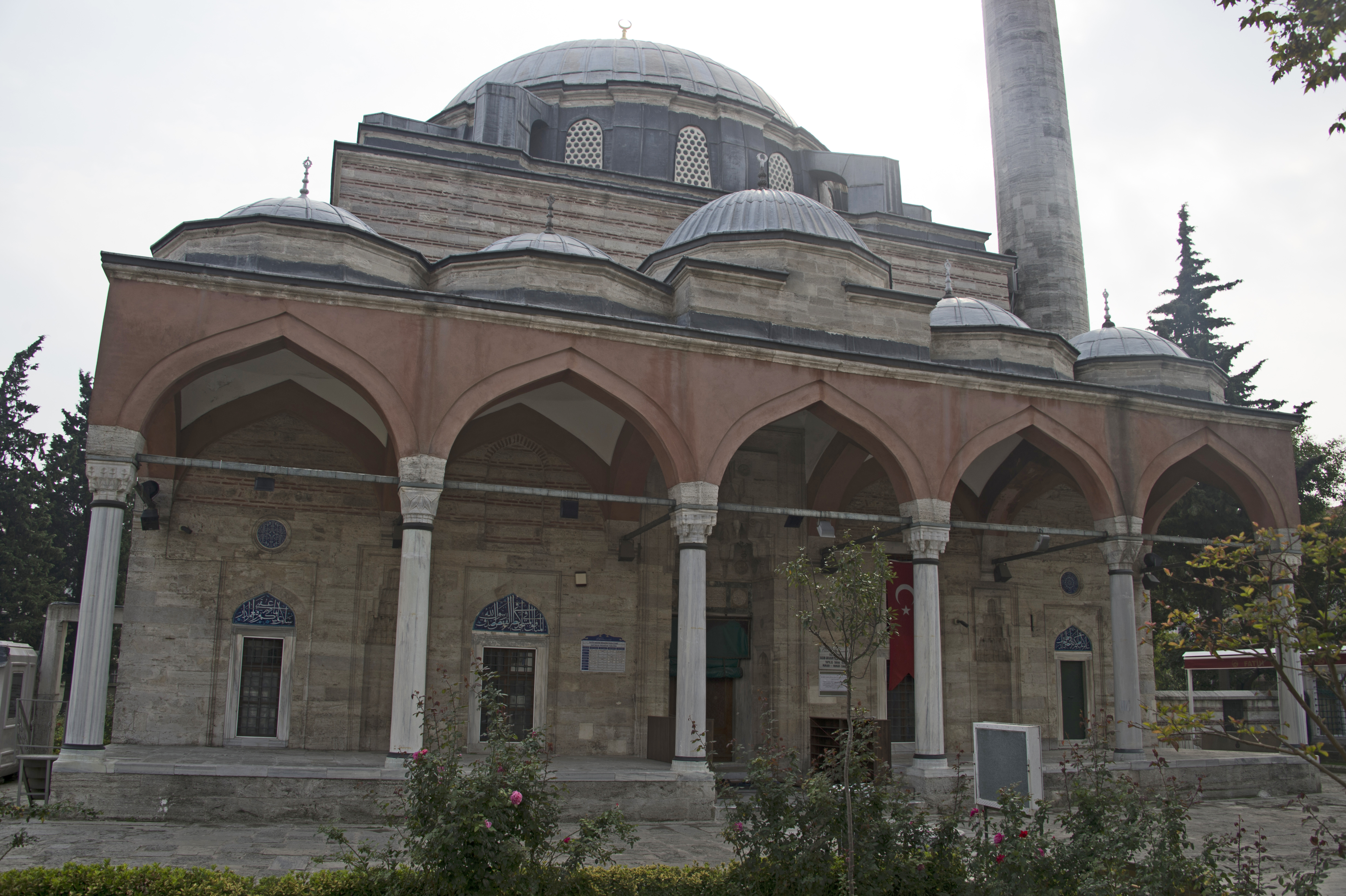
Fassade der Hadım-Ibrahim-Pascha-Moschee

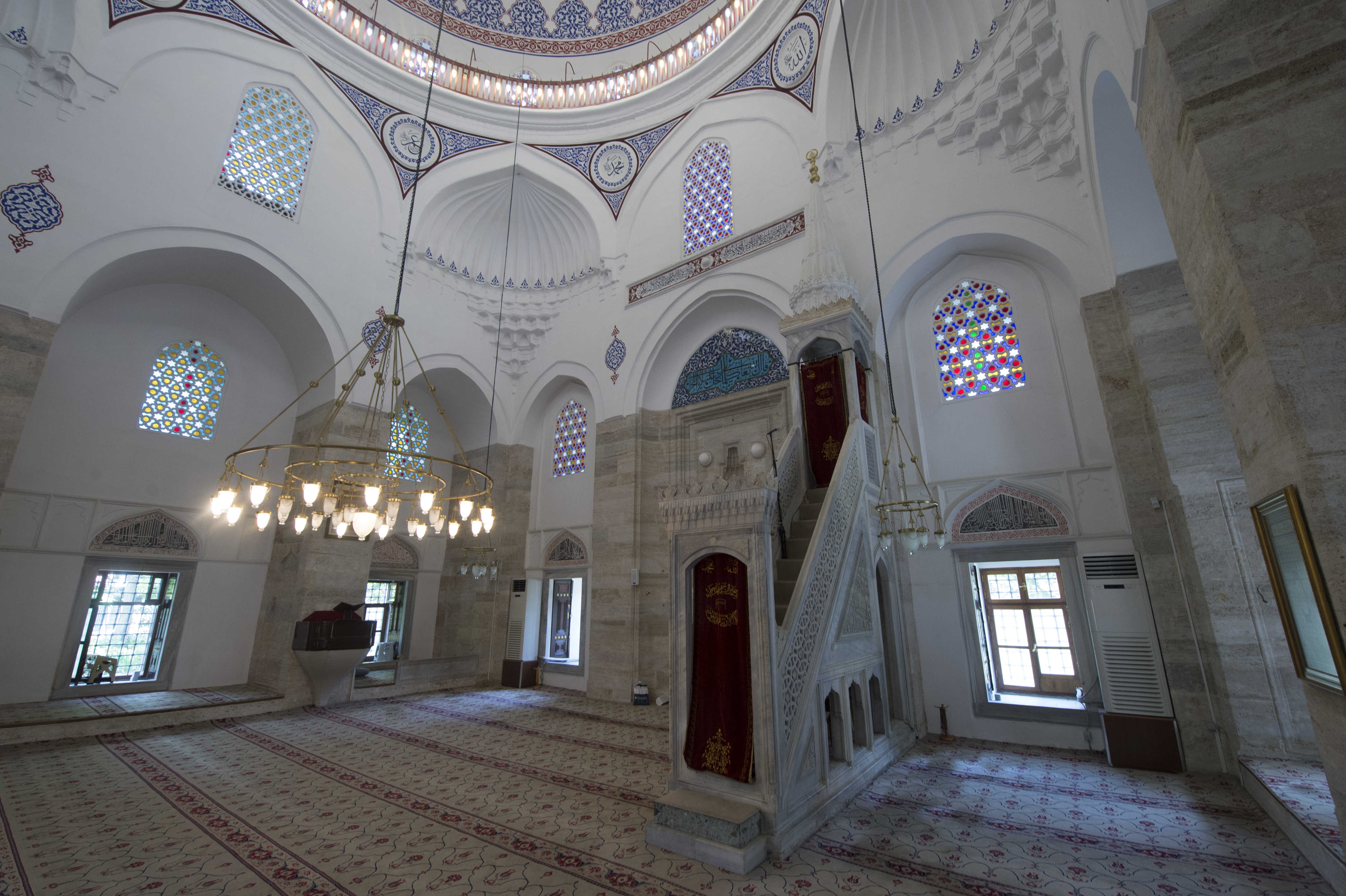
Blick in den Gebetssaal

Die Hadım-İbrahim-Pascha-Moschee (türkisch Hadım İbrahim Paşa Camii) ist eine Moschee in Istanbul. Sie wurde während des Osmanischen Reiches von dem osmanischen Hofarchitekten Sinan errichtet.

## Lage
Die Moschee liegt im Stadtviertel Silivrikapı im Istanbuler Stadtbezirk Fatih an der Theodosianischen Stadtmauer an der Ecke Silivrikapı Caddesi/Hisaraltı Caddesi.

## Geschichte
Hadım İbrahim Pascha war weißer Chefeunuch am Hof von Süleyman I. Bevor er 1544 in den Rang eines vierten Wesirs erhoben wurde, war er Beylerbey von Anatolien. Später erhob ihn der Sultan in den Rang eines dritten und schließlich eines zweiten Wesirs. Als Wesir wurde er während des Osmanisch-Safawidischen Krieges Vizegouverneur von Istanbul. Nach dem Kriegsende kehrte der Hofstaat zurück und Hadım İbrahim Pascha trat aufgrund seines Alters zurück und ging in den Ruhestand. 1562 starb er.
Eine Stiftungsurkunde  vom 21. Januar 1562 belegt, dass der Wesir eine Freitagsmoschee und eine Schule im Silivrikapı stiftete. Außerdem bezahlte er den Umbau einer byzantinischen Kirche in eine Moschee (Ese-Kapı-Moschee) mit Medrese und Schule. Zum Besitz der Stiftung gehörten Grundbesitz, Mühlen und Geschäfte in Rumelien, Edirne und Istanbul. Zur Moschee in Silivrikapı gehörte drei Hamams, außerdem Geschäfte und Wohnhäuser für die Moscheebediensteten. Heute existieren nur noch Moschee und Türbe.
Laut einer Inschrift an der Moschee wurde das Bauwerk 1551 fertig gestellt, als der Pascha dritter Wesir war. Architekt war Sinan, wie ein Steinmetzzeichen an der Moschee auch belegt. 1763 fanden umfassende Renovierungsarbeiten an der Moschee statt und das Minarett wurde erneuert. 1912/13 wurden die Kuppeleindeckung erneuert und die Moschee im Inneren restauriert.

## Architektur

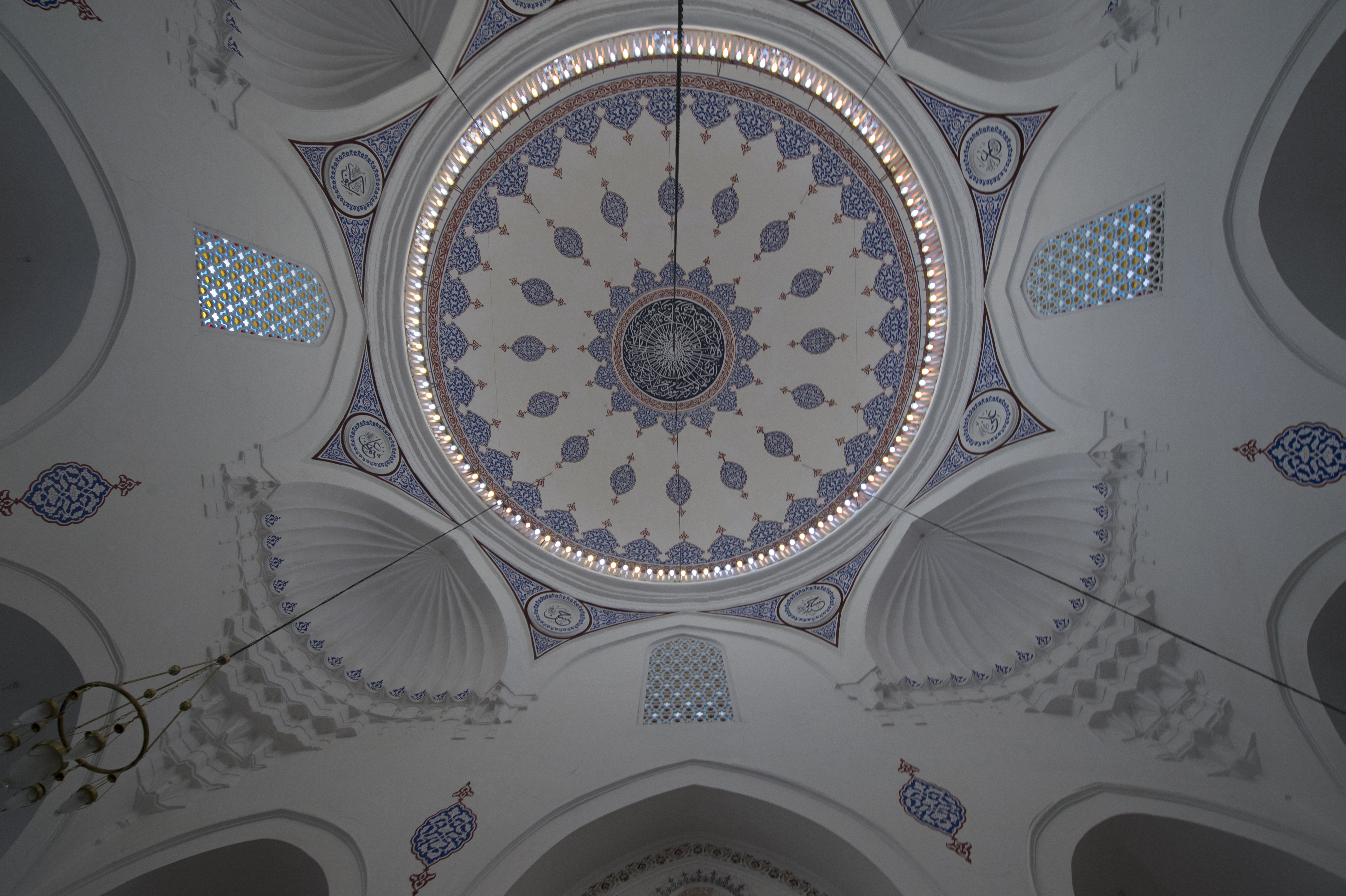
Blick in die Kuppel

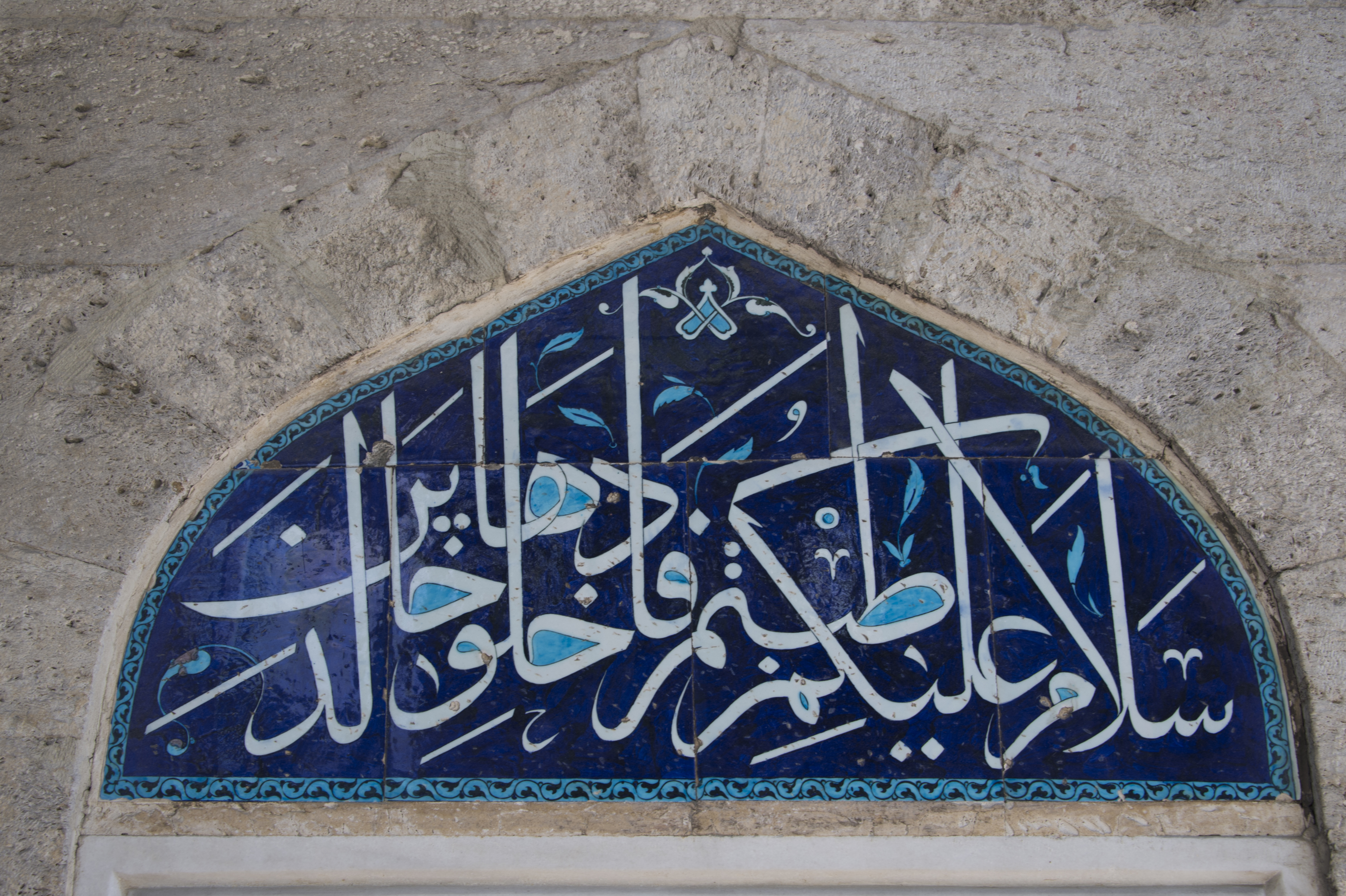
Fliesenspiegel in einer Lünette auf der Eingangsfassade

Der Hof mit parkähnlichem Garten der Hadım-İbrahim-Pascha-Moschee ist von einer hohen Außenmauer mit Fenstern umgeben, in deren Südostseite die Moschee sitzt. Die Türbe sitzt in der Südecke der Mauer. Im Zentrum des Hofes befindet sich ein Şadırvan.
Der Kuppelbau mit fünfteiliger offener Vorhalle wurde aus alternierenden Lagen von Werkstein und Ziegelstein errichtet. Nur die nördliche Eingangsfassade wurde ganz aus hellen Werksteinen gestaltet. Der Stifter wurde in einer offenen Türbe neben der Moschee bestattet. Acht Bögen tragen die zentrale Kuppel mit einem von Fenstern durchbrochenen Tambour. Jeder zweite Bogen rahmt eine Trompe, die den Eindruck einer Konche entstehen lässt.
Die Kuppel hat einen Durchmesser von zwölf Metern und wird von Strebewerk gehalten. Der Portikus mit fünf Kuppeln wird von Marmorsäulen mit Muqarnas- und Rautenkapitellen getragen. Die Bögen zwischen den Säulen sind als Kielbögen ausgeführt. Diese Säulenhalle ragt an beiden Seiten über den Kernbau hinaus und versteckt so auch den quadratischen Sockel des polygonalen Minaretts mit Balkon und Spitzhelm.
Die Eingangsfassade ist aufwendig gestaltet. Über den beiden äußeren bodentiefen Fenstern sitzt eine Lünette mit einem Fliesenspiegel aus İznik-Keramik, darüber ein runder Fliesenspiegel. Erstmals benutzte Sinan hier statt der Cuerda-seca-Fliesen Fayencen aus İznik. Neben Thuluth-Inschriften zeigen die Fliesen der Moschee auch Nelken und Tulpen. Das seltene Farbschema reicht von Blau und Türkis bis zu hellem Rosa, Weiß und Schwarz. Es folgen Nischen mit Muqarnas-Baldachinen, dann zwei breitere Fenster und schließlich das Eingangsportal mit hohem Muqarnas-Baldachin.
Die Wände der Moschee sind von drei Fensterreihen durchbrochen. Die beiden unteren Reihen besitzen je drei Fenster auf drei Seiten und im leicht zurückgesetzten Obergeschoss je eines auf allen Seiten. Im Erdgeschoss sind Blendbögen über den rechteckigen Fenstern gesetzt, darüber Fenster mit Kielbögen. Im Inneren sind die Fensterachsen durch Nischen mit Bögen getrennt.